# Ketwurst

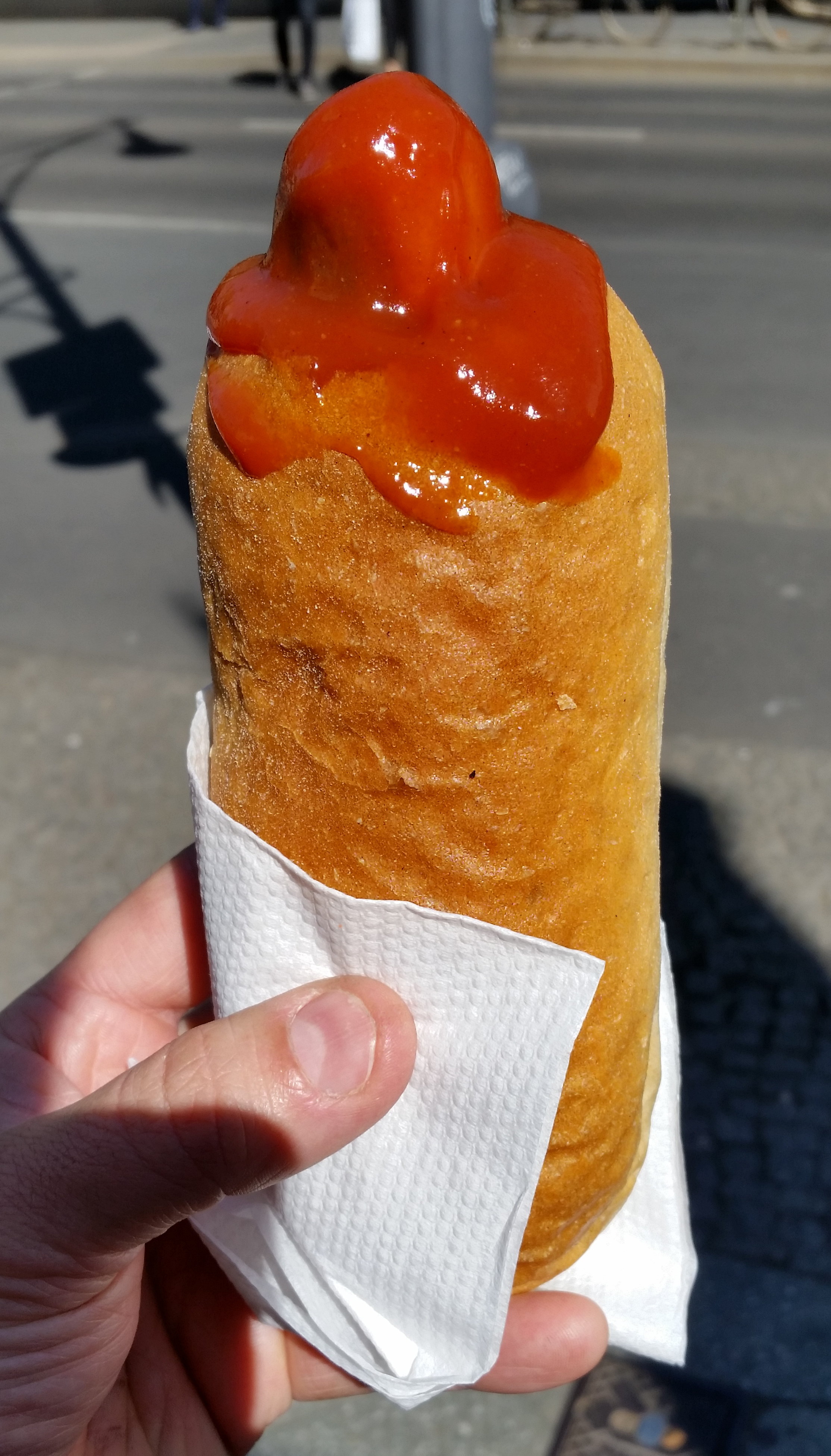
Ketwurst

Ketwurst – forma hot doga stworzona w Niemieckiej Republice Demokratycznej. Słowo „Ketwurst” pochodzi od kombinacji słów Ketchup i Wurst (z niem. „kiełbasa“). Ketwurst jest do dziś uważane za typowy fast food z czasów NRD.
Ketwurst składa się z podgrzanej w wodzie kiełbasy oraz specjalnej, podłużnej bułki, która nadziewana jest na gorący metalowy cylinder, aby utworzyć wnękę i podgrzać bułkę. Następnie kiełbasę zanurza się w sosie keczupowym i wkłada do bułki.